# Jozef Tomko
Jozef Tomko (ur. 11 marca 1924 w Udavské, zm. 8 sierpnia 2022 w Rzymie) – słowacki duchowny rzymskokatolicki, doktor nauk teologicznych, prawa kanonicznego oraz nauk społecznych, arcybiskup, sekretarz generalny Synodu Biskupów w latach 1979–1985, pro-prefekt Kongregacji ds. Ewangelizacji Narodów w 1985, kardynał od 1985 (najpierw w stopniu diakona, w 1996 promowany do stopnia prezbitera), prefekt Kongregacji ds. Ewangelizacji Narodów w latach 1985–2001, przewodniczący Papieskiego Komitetu ds. Międzynarodowych Kongresów Eucharystycznych w latach 2001–2007.

## Życiorys
Studiował na Wydziale Teologicznym w Bratysławie, następnie wyjechał do Rzymu; tam przyjął święcenia kapłańskie 12 marca 1949 i kontynuował naukę na Papieskim Uniwersytecie Laterańskim i Papieskim Uniwersytecie Gregoriańskim. Obronił doktoraty z teologii, prawa kanonicznego i nauk społecznych. Od 1950 prowadził pracę duszpasterską w diecezji rzymskiej oraz podmiejskiej diecezji Porto e Santa Rufina. Wykładał na kilku uczelniach rzymskich – w Papieskim Kolegium Nepomucenus (1950–1965 był kolejno wicerektorem i rektorem), na Międzynarodowym Uniwersytecie Pro Deo, na Papieskim Uniwersytecie Gregoriańskim. Został obdarzony tytułami papieskiego nadzwyczajnego tajnego szambelana (1959) oraz prałata honorowego Jego Świątobliwości (1970).
Od 1962 był urzędnikiem watykańskiej Kongregacji Doktryny Wiary; pracował początkowo w sekcji cenzury ksiąg, potem w sekcji doktryny. Pełnił funkcję specjalnego sekretarza I sesji zwykłej Światowego Synodu Biskupów w Watykanie (wrzesień–październik 1967). Od 1974 był podsekretarzem w Kongregacji ds. Biskupów.
Był jednym z najbliższych współpracowników papieża Jana Pawła II. W lipcu 1979 został mianowany sekretarzem generalnym Światowego Synodu Biskupów i arcybiskupem tytularnym Doclea, sakry udzielił mu 15 września 1979 w Watykanie sam papież. Z racji pełnionej funkcji arcybiskup Tomko brał udział w kolejnych sesjach Synodu; już po zwolnieniu z obowiązków sekretarza generalnego był jednym z prezydentów-delegatów sesji specjalnej Synodu dla Kościoła azjatyckiego (kwiecień-maj 1998). Uczestniczył również w konferencjach generalnych Episkopatów Latynoamerykańskich (1979, 1992). W kwietniu 1985 przeszedł na stanowisko proprefekta Kongregacji ds. Ewangelizacji Narodów, a miesiąc później został wyniesiony do godności kardynalskiej, z nadaniem diakonii Gesu Buon Pastore alla Montagnola. Po nominacji kardynalskiej został pełnoprawnym prefektem Kongregacji, objął także honorową funkcję Wielkiego Kanclerza Papieskiego Uniwersytetu Miejskiego w Rzymie.
Kardynał Tomko wielokrotnie reprezentował Jana Pawła II na uroczystościach religijnych i rocznicowych w charakterze specjalnego wysłannika. Był m.in. na obchodach 100-lecia ewangelizacji Mali w Bamako (listopad 1988), na IV Latynoamerykańskim Kongresie Misyjnym w Limie (luty 1991), na 100-leciu Kościoła katolickiego w Kamerunie (grudzień 1991), na 150-leciu ewangelizacji królestwa Tonga (listopad 1992) i Fidżi (sierpień 1994). W styczniu 1996 został promowany do rangi kardynała-prezbitera, otrzymał tytuł prezbitera S. Sabina.
Ze względu na osiągnięcie wieku emerytalnego został w kwietniu 2001 zwolniony z obowiązków prefekta Kongregacji ds. Ewangelizacji Narodów. Od października 2001 do końca września 2007 był prezydentem Papieskiej Komisji ds. Międzynarodowych Kongresów Eucharystycznych. Po ukończeniu 80. roku życia w marcu 2004 kardynał Tomko utracił prawo udziału w konklawe.
Po śmierci kard. Alberta Vanhoya 29 lipca 2021, był najstarszym żyjącym kardynałem. Zmarł 8 sierpnia 2022 w Rzymie i został pochowany w katedrze w Koszycach. Po jego śmierci najstarszym żyjącym kardynałem został Alexandre do Nascimento.
Został odznaczony m.in. słowackim Orderem Podwójnego Białego Krzyża I klasy (1995).